# Droga krajowa B33 (Niemcy)
Droga krajowa 33 (niem. Bundesstraße 33, B 33) – niemiecka droga krajowa przebiegająca  na osi północny zachód południowy wschód od skrzyżowania z drogą B28 na obwodnicy Willstätt, przez Offenburg, Gengebach, Villingen, Konstancja, Markdorf do skrzyżowania z drogami B30 i B32 w Ravensburgu w Badenii Wirtembergii.
Droga krajowa 33a (niem. Bundesstraße 33a, B 33a) przebiega w całości po terenie miasta Offenburga na osi wschód zachód i stanowi połączenie drogi B33 z autostradą A5 na węźle Offenburg. Droga ma ok. 2 km długości.

## Trasy europejskie
Droga B33 pomiędzy skrzyżowaniem z drogą B33a w Offenburgu a węzłem Donaueschingen na autostradzie A864 jest częścią trasy europejskiej E531 (ok. 87 km).
Droga B33a jest na całej swej długości częścią trasy europejskiej E531 (ok. 2 km).

## Miejscowości leżące przy B33
Willstätt, Griesheim, Offenburg, Eigersweier, Zunsweier, Berghaupten, Gengebach, Biberach, Steinach, Haslach im Kinzigtal, Hausach, Gutach (Kinzig), Steingrün, Hornberg, Trieberg, Nußbach, St. Georgen im Schwarzwald, Schören, Mönchweiler, Villingen, Bad Dürrheim, Singen (Hohentwiel), Radolfzell am Bodensee, Allensbach, Konstancja, Meersburg, Stetten, Ittendorf, Markdorf, Leimbach, Hepbach, Hefigkofen, Dürnast, Bavendorf, Ravensburg.